# Atrobucca bengalensis
Atrobucca bengalensis är en fiskart som beskrevs av Sasaki, 1995. Atrobucca bengalensis ingår i släktet Atrobucca och familjen havsgösfiskar. Inga underarter finns listade.